# Mahmoud Gharbi
Mahmoud Gharbi (Túnez, 11 de febrero de 1982) fue un jugador de balonmano tunecino que jugó de pívot. Su último equipo fue el HBC Nantes. 
Fue un componente de la Selección de balonmano de Túnez.

## Palmarés

### ES Tunis
- Liga de Túnez de balonmano (4): 2004, 2005, 2009, 2010
- Copa de Túnez de balonmano (3): 2002, 2005, 2006

### Nantes
- Copa de Francia de balonmano (1): 2017

## Clubes
- ES Tunis (2001-2010)
- HBC Nantes (2010-2017)